# 生物物理化学

核糖体是一种利用纳米级蛋白质动力学将RNA翻译为蛋白质的分子機器。

生物物理化学是物理学的分支，它使用物理学和物理化学的概念来研究生物系统。这门学科的研究最普遍的特征是试图根据构成系统的分子或这些系统的超分子结构来解释生物系统中的各种现象。     

## 技术
生物物理化学家采用物理化学中使用的各种技术来检测生物体系的结构。这些技术包括光谱方法，如核磁共振 （NMR）和X射线衍射。例如，2009年诺贝尔化学奖得主的工作是基于核糖体的X射线衍射研究。生物物理化学家研究的领域之一是蛋白质结构和细胞膜的功能结构。例如，研究者根据与底物分子的形状相匹配的蛋白质分子中的口袋形状或其由于金属离子的结合而进行的修饰来解释酶的作用。类似地，研究模型超分子结构，如不同组成和大小的脂质体或磷脂囊泡，可以理解生物膜的结构和功能。